# Alexander Supan
Alexander Supan (n. 3 martie 1847, San Candido - d. 7 iulie 1920, Wrocław) a fost un geograf și geopolitician austriac. Este unul din fondatorii școlii germane de geopolitică. A fost profesor la Universitatea Leopoldina din Breslau, Germania (azi Wroclaw, Polonia) și la Universitatea Franz-Joseph din Cernăuți, Imperiul Austriac (azi în Ucraina). Concepțiile sale geopolitice sînt expuse în lucrările Evoluția teritorială a coloniilor europene (1906) și Direcțiile cardinale ale geografiei politice generale (1918).